# Sunderum
Sunderum of Sundrum is een volksfeest dat op het Friese waddeneiland Terschelling jaarlijks op 6 december wordt gevierd. Sunderum kan vertaald worden met Sint-heeroom.

## Oorsprong en betekenis
Sunderum is een volksfeest waarvan vermoed wordt dat de oorsprong in de voor-christelijke periode van Terschelling ligt. Het dient tot verdrijving van de boze geesten en demonen. Het feest wordt gevierd in de dorpen Kaard, Kinnum, Baaiduinen, Midsland en Hoorn.

## Beschrijving
Mannen spoken op Sunderum 's avonds in het donker verkleed in zelfgemaakte pakken van natuurlijke materialen, of kostuums die recente gebeurtenissen uitbeelden, door de dorpen en dringen huizen binnen waarvan de deur open staat. De mannen dragen maskers (grinzen) en proberen onherkenbaar te blijven door met verdraaide stemmen te spreken als ze opmerkingen over recente gebeurtenissen in het dorp maken. Als men een Sunderum ontmaskert, mag men alleen in bedekte termen laten weten dat men weet wie het is.
Het is vrouwen en kinderen in die tijd verboden zich op straat te vertonen, anders worden ze achtervolgd of vastgebonden. Bij het dansfeest aan het einde van de avond zijn de vrouwen en kinderen wel welkom. Er wordt gedronken en oude vetes worden uitgevochten.